# Lukas Klostermann
Lukas Manuel Klostermann (Herdecke, 1996. június 3. –) német válogatott labdarúgó, hátvéd. A Bundesligában szereplő RB Leipzig játékosa.

## Pályafutása

### Klubcsapatban
A FSV Gevelsberg és az SSV Hagen klubjaiban ismerkedett meg a labdarúgás alapjaival, majd 2010-ben a VfL Bochum akadémiájához csatlakozott, ahol végig járta a korosztályos csapatokat az akadémián. 2014. március 4-én debütált a második csapatban a Fortuna Düsseldorf II elleni bajnoki mérkőzésen kezdőként. Egy héttel később a Bundesliga 2-ben szereplő első csapat színeiben is bemutatkozott a VfR Aalen ellen a 74. percben Paul Freier cseréjeként.
2014 augusztusában nem tudott a VfL Bochum csapatával megállapodásra jutni a szerződésének meghosszabbításában és ezt követően a klub színeiben nem léphetett pályára egy mérkőzésen sem. Augusztus 22-én 2018-ig aláírt az RB Leipzig csapatához, amely a Bundesliga 2-ben szerepel.

### A válogatottban
2013. február 10-én debütált a német U17-es labdarúgó-válogatottban a holland U17-es labdarúgó-válogatott ellen 3-1-re megnyert felkészülési mérkőzésen, amikor is Jonathan Tah cseréjeként a 41. percben pályára küldte őt Stefan Böger szövetségi kapitány. Öt alkalommal léphetett ezek után még pályára a válogatottban. 2016. július 16-án Horst Hrubesch kihirdette a 2016-os olimpiai keretet, amiben ő is szerepelt. A csoportból a második helyen jutottak tovább és egészen a döntőig meneteltek, ahol a brazilok ellen alulmaradtak.
2019 márciusában mutatkozott be a felnőtt válogatottban Szerbia és Hollandia ellen. Bekerült a 2019-es U21-es labdarúgó-Európa-bajnokságra utazó keretbe. 2021. május 19-én bekerült a 2020-as labdarúgó-Európa-bajnokságra utazó 26 fős német keretbe.

## Statisztika
2025. május 10-i állapot szerint
| Klub             | Szezon           | Bajnokság         | Bajnokság | Bajnokság | Kupa  | Kupa  | Nemzetközi | Nemzetközi | Egyéb | Egyéb | Összes | Összes |
| Klub             | Szezon           | Liga              | Mérk.     | Gólok     | Mérk. | Gólok | Mérk.      | Gólok      | Mérk. | Gólok | Mérk.  | Gólok  |
| ---------------- | ---------------- | ----------------- | --------- | --------- | ----- | ----- | ---------- | ---------- | ----- | ----- | ------ | ------ |
| VfL Bochum II    | 2013–14          | Regionalliga West | 2         | 0         | —     | —     | —          | —          | —     | —     | 2      | 0      |
| VfL Bochum II    | Összesen         | Összesen          | 2         | 0         | —     | —     | —          | —          | —     | —     | 2      | 0      |
| VfL Bochum       | 2013–14          | 2. Bundesliga     | 9         | 0         | 0     | 0     | —          | —          | —     | —     | 9      | 0      |
| VfL Bochum       | Összesen         | Összesen          | 9         | 0         | 0     | 0     | —          | —          | —     | —     | 9      | 0      |
| RB Leipzig II    | 2014–15          | NOFV-Oberliga Süd | 2         | 1         | —     | —     | —          | —          | —     | —     | 2      | 1      |
| RB Leipzig II    | Összesen         | Összesen          | 2         | 1         | 0     | 0     | 0          | 0          | 0     | 0     | 2      | 1      |
| RB Leipzig       | 2014–15          | 2. Bundesliga     | 13        | 1         | 2     | 0     | —          | —          | —     | —     | 15     | 1      |
| RB Leipzig       | 2015–16          | 2. Bundesliga     | 30        | 1         | 1     | 0     | —          | —          | —     | —     | 31     | 1      |
| RB Leipzig       | 2016–17          | Bundesliga        | 1         | 0         | 0     | 0     | —          | —          | —     | —     | 1      | 0      |
| RB Leipzig       | 2017–18          | Bundesliga        | 26        | 1         | 2     | 0     | 11         | 0          | —     | —     | 39     | 1      |
| RB Leipzig       | 2018–19          | Bundesliga        | 26        | 5         | 5     | 0     | 9          | 0          | —     | —     | 40     | 5      |
| RB Leipzig       | 2019–20          | Bundesliga        | 31        | 3         | 2     | 1     | 10         | 0          | —     | —     | 43     | 4      |
| RB Leipzig       | 2020–21          | Bundesliga        | 23        | 1         | 4     | 0     | 2          | 0          | —     | —     | 29     | 1      |
| RB Leipzig       | 2021–22          | Bundesliga        | 23        | 0         | 3     | 0     | 11         | 0          | —     | —     | 37     | 0      |
| RB Leipzig       | 2022–23          | Bundesliga        | 15        | 0         | 4     | 0     | 2          | 0          | 1     | 0     | 22     | 0      |
| RB Leipzig       | 2023–24          | Bundesliga        | 25        | 1         | 2     | 0     | 6          | 0          | 1     | 0     | 34     | 1      |
| RB Leipzig       | 2024–25          | Bundesliga        | 28        | 1         | 4     | 0     | 3          | 0          | —     | —     | 35     | 1      |
| RB Leipzig       | Összesen         | Összesen          | 241       | 14        | 29    | 1     | 54         | 0          | 2     | 0     | 326    | 15     |
| KARRIER ÖSSZESEN | KARRIER ÖSSZESEN | KARRIER ÖSSZESEN  | 254       | 15        | 29    | 1     | 54         | 0          | 2     | 0     | 339    | 16     |

1. ↑  A(z) Bajnokok Ligájában hatszor, az Európa Ligában ötször lépett pályára
2. ↑  Mérkőzései(i) (az) Európa Ligában
3. 1 2 3 4 5  Mérkőzése(i) a(z) Bajnokok Ligájában
4. ↑  A(z) Bajnokok Ligájában ötször,  a(z) Európa Ligában hatszor lépett pályára
5. 1 2  Mérkőzése(i) a(z) DFL-Supercup-ban

## Sikerei, díjai
- RB Leipzig
  - DFB-Pokal: 2021–2022, 2022–2023
  - DFL-szuperkupa: 2023

- Németország U23
  - Olimpia:
    - Ezüstérmes: 2016